# Rom (Star Trek)
Rom es un personaje ficticio de la serie de ciencia ficción Star Trek: Deep Space Nine interpretado por Max Grodénchik. Rom es un personaje recurrente ferengi, originalmente el asistente de su hermano Quark en su bar, y posteriormente un hábil ingeniero al servicio del gobierno bajorano. 

## Biografía
Hijo de Keldar e Ishka, Rom es el hermano menor y siempre estuvo bajo la sombra de su hermano Quark quien frecuentemente lo denigraba y lo trataba como estúpido. Sin embargo, esto se debía principalmente a que Rom era tonto según los parámetros de la cultura ferengi, pues no tenía «oído para los negocios» pero, en términos generales, Rom estaba dotado de inteligencia y capacidad de liderazgo y era un ingeniero brillante. 
Casó en primeras nupcias con Prinadora, con la que concibió a su hijo Nog. Posteriormente se casó con la atractiva bajorana Leeta, que trabajaba como salonera para su hermano Quark. 
Conforme su hijo Nog comenzó a rebelarse contra su tío e incluso ingresó a la Federación como cadete de la Flota Estelar, Rom empezó a tener cada vez mayores ansias libertadoras e incluso comenzó a leer literatura socialista (como el Manifiesto Comunista) e historia de los movimientos sindicalistas de la Tierra  hasta el punto de organizar un sindicato con los empleados de Quark y hacer una huelga, tomando como ejemplo al sindicalista estadounidense Sean O'Brien y al propio Karl Marx, al cual citaba con frases como «Obreros del mundo ¡Uníos!». Quark estaba escandalizado y obcecado en no ceder hasta que la poderosa Asociación de Comercio Ferengi liderada por Blunt llegó a la estación y amenazó con usar la violencia para reprimir la revuelta (empezando por dar una paliza a Quark). En aras de impedir más violencia, Quark aceptó todas las demandas a cambio de que Rom secretamente fingiera deponer la huelga y suspender el sindicato. 
Inmediatamente después, Rom renuncia como empleado de Quark y además se enrola como ingeniero al servicio de los bajoranos en la estación. Su ingenio para crear dispositivos -como un campo minado autoreplicable que impedía las naves Jem'Hadar traer refuerzos al Cuadrante Alfa- resultó ser muy valiosa durante la Guerra del Dominio. 
Eventualmente, Rom se divorcia de su primera esposa y se casa con la atractiva salonera bajoriana Leeta, y luego es designado Gran Nagus (Rey) cuando su padrastro Zek se retira, por lo que Rom continúa una serie de reformas sociales en la sociedad ferengi iniciadas por Zek.
- Datos: Q3440554